# اینتراکراین

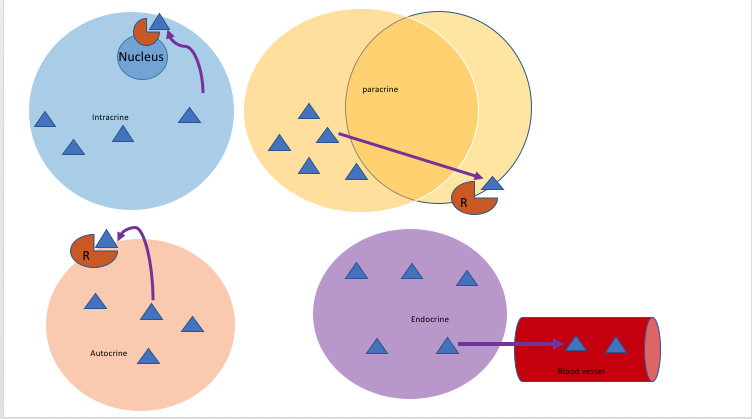
تصویری از اینتراکراین، پاراکراین، اتوکراین و اندوکراین.

اینتراکراین (به انگلیسی: Intracrine)، به هورمون‌هایی اشاره دارد که درون یک سلول عمل کرده، موجب تنظیم وقایع درون‌سلولی می گردد. به زبان ساده، یعنی سلول خودش را با تولید فاکتوری که درون سلول عمل می کند، تحریک کند. هورمون‌های استروئیدی از طریق گیرندگان درون‌سلولی (عمدتاً هسته‌ای) عمل می کنند، لذا، ممکن است به عنوان اینتراکراین در نظر گرفته شوند. در مقایسه، هورمون‌های پپتیدی یا پروتئینی در حالت کلی، با اتصال به گیرندگان روی سطح سلول، به عنوان درون‌ریز، اتوکراین، یا پاراکراین عمل می کنند.